# Vindbrygga

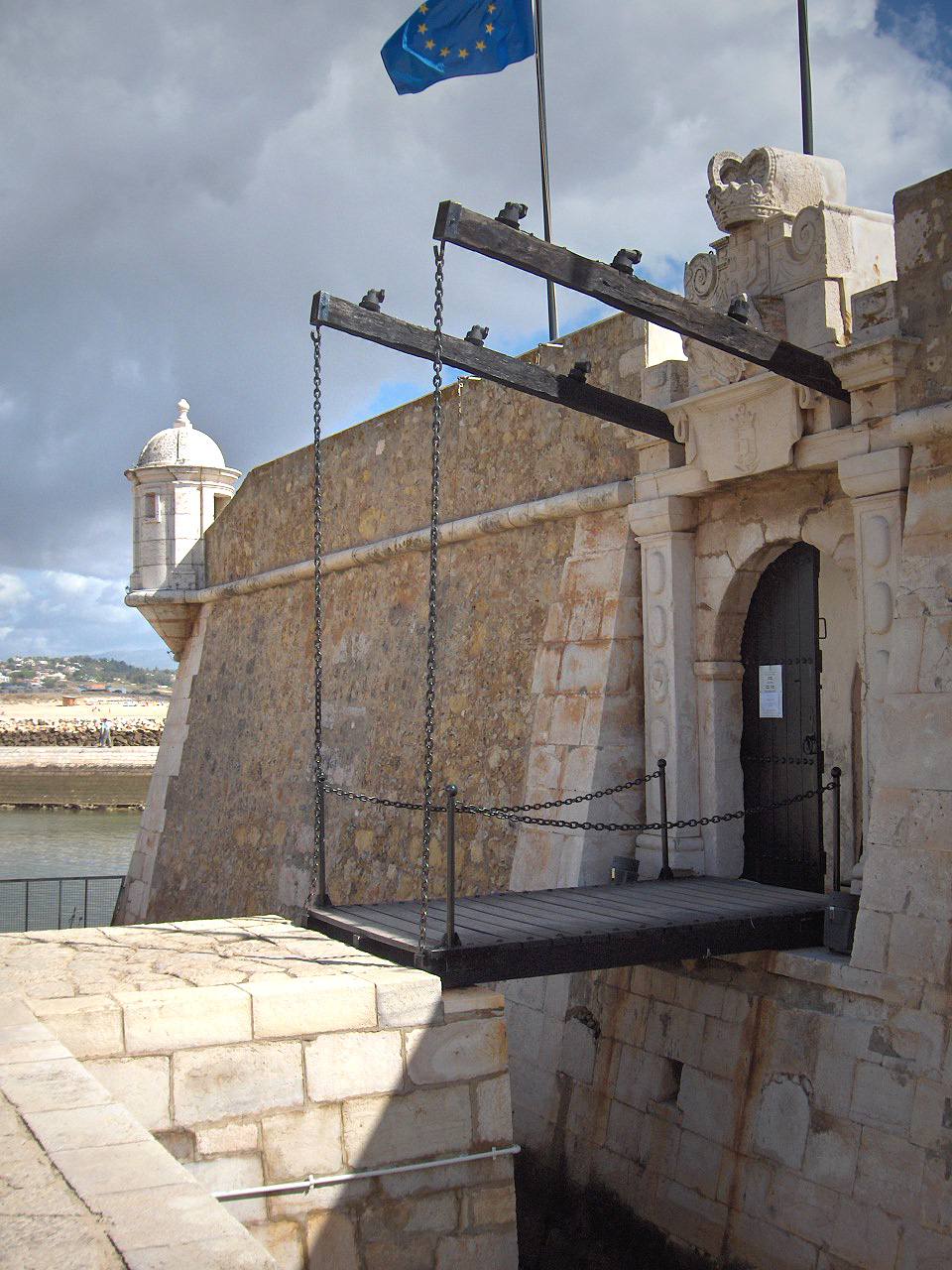
En klassisk vindbrygga i Ponta da Bandeira i Lagos i Portugal

Vindbrygga i funktion

Vindbrygga, fallbrygga eller fallbro (även fällbrygga, fällbro) är en typ av klaffbro som kan hissas upp med vindspel.
Vindbryggor var vanliga på borgar och andra befästa byggnader. Avsikten var att förhindra att fiender passerar den. I uppfällt läge fungerar vindbryggan som en extra port, utanpå eventuella andra portar, fällgaller etc. För att vindbryggan ska vara effektiv måste området som den går över vara svårpasserat då den är uppfälld, till exempel en vattenfylld vallgrav eller en stor höjdskillnad.
Vindbryggor användes även i samband med broar över vattendrag med sjötrafik. För att möjliggöra passage av båtar med högre höjd än brons segelfria höjd utformades en del av bron öppningsbar, som exempelvis vid 1700-talsbron över Slussen i Stockholm som konstruerades av Christopher Polhem.

## Bilder

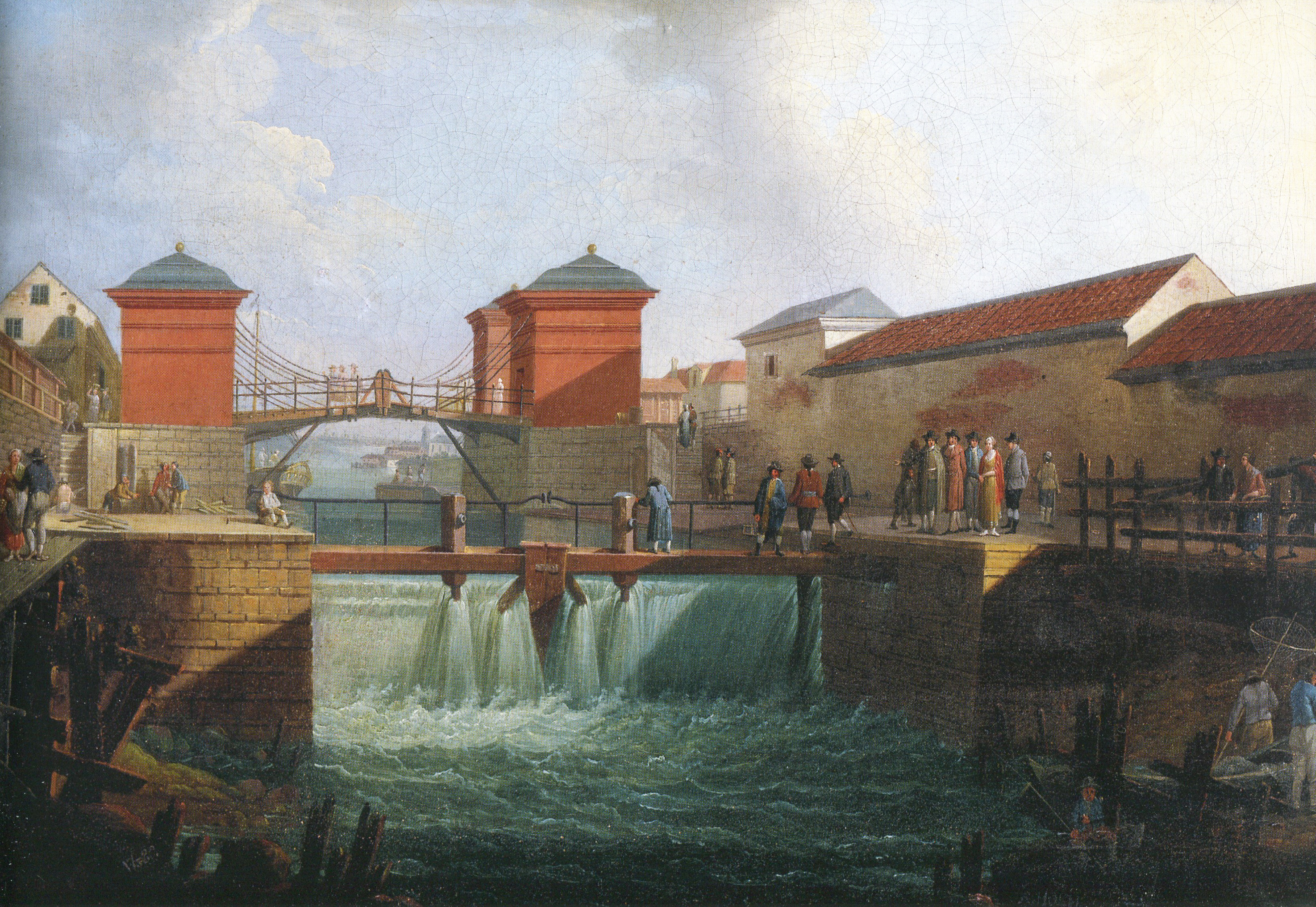
Vindbrygga på Slussen, Stockholm 1755
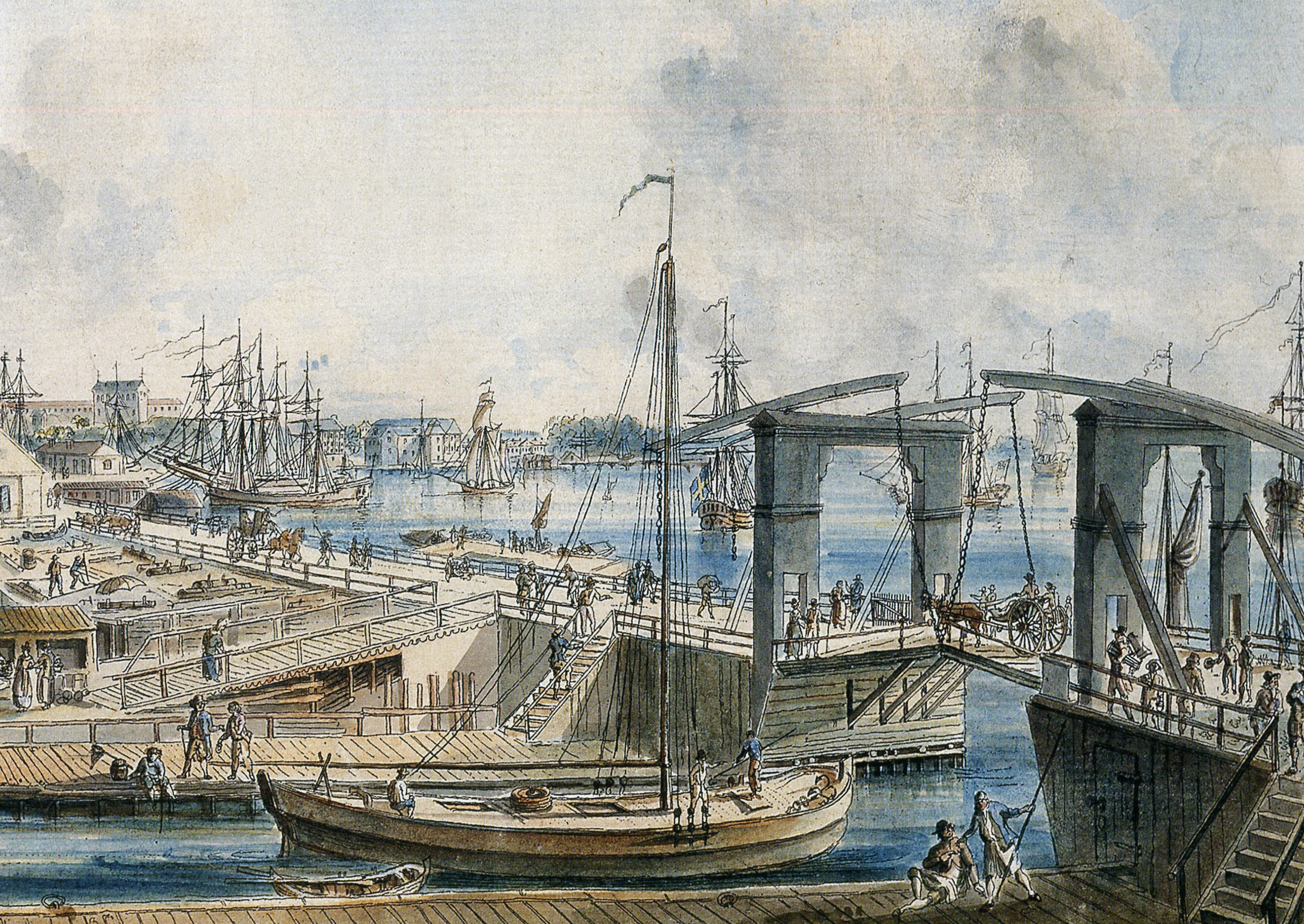
Vindbrygga på Slussen, Stockholm ca 1800
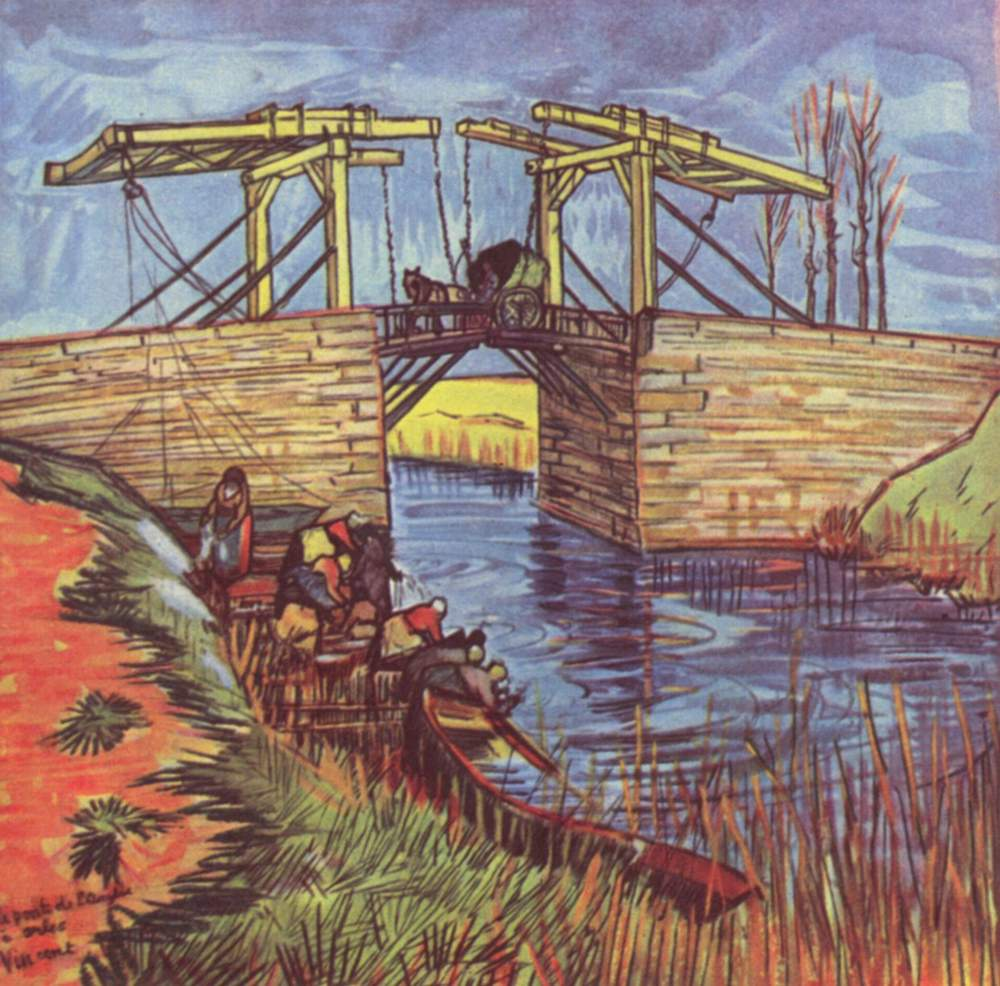
Vindbrygga, målning av Vincent van Gogh
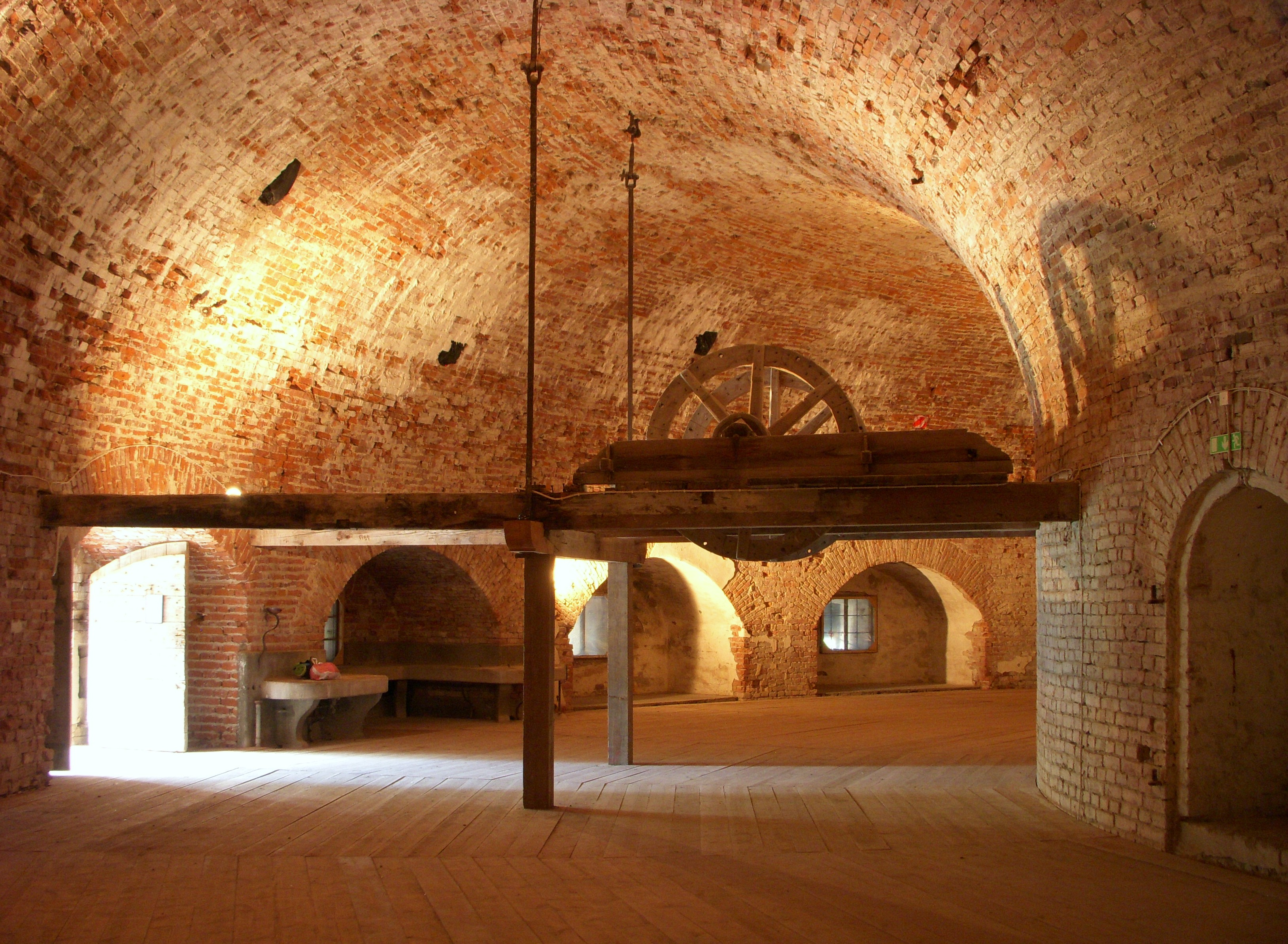
Originalmaskineriet för vindbryggan på Fredriksborgs fästning